# I Guds församling Herren Gud
I Guds församling Herren Gud är en psalm med text skriven av Wolfgang Meusslin, som översattes till svenska av Laurentius Petri Nericius.

## Publicerad i
- 1819 års psalmbok som nr 310 under rubriken "Med avseende på särskilda personer, tider och omständigheter: Domare och rättssökande".[1]